# Ta' Ħaġrat Temples
Ta' Ħaġrat Temples är en fornlämning i republiken Malta. Den ligger i kommunen L-Imġarr, i den centrala delen av landet, vid orten Mġarr. Ta' Ħaġrat Temples ligger 91 meter över havet.
Terrängen runt Ta' Ħaġrat Temples är platt åt nordost, men åt sydväst är den kuperad.  Närmaste större samhälle är Birkirkara, 8,7 kilometer öster om Ta' Ħaġrat Temples. 
Trakten runt Ta' Ħaġrat Temples består till största delen av jordbruksmark.